# Toxospathius inconstans
Toxospathius inconstans är en skalbaggsart som beskrevs av Leon Fairmaire 1878. Toxospathius inconstans ingår i släktet Toxospathius och familjen Melolonthidae. Inga underarter finns listade i Catalogue of Life.